# クロミヤコドリ
クロミヤコドリ（学名：Haematopus bachmani）は、チドリ目ミヤコドリ科に分類される鳥類の一種。
- ミヤコドリの仲間。